# Ignacio Plana y Moncada
Ignacio Plana y Moncada, conde de la Riba (Mahón, 1808-Arnedo, 1880), fue un militar español y ministro de la Guerra de Carlos María de Borbón.

## Biografía
A los doce años de edad ingreso como caballero cadete en el cuerpo de artillería, cuyos estudios terminó en 1829, prestando casi siempre el servicio hasta 1841 en la región catalana, señaladamente en Barcelona, Hostalrich, Cardona, Manresa y Berga.
En 1835, después de significarse en anteriores acciones contra los carlistas, mandó la artillería de sitio en el santuario de Nuestra Señora del Hort, obteniendo la cruz de San Fernando de primera clase; el siguiente año pasó en calidad de jefe de Estado Mayor a la división auxiliar del Centro que mandaba el brigadier Bretón y tomó parte en la acción librada en el Rosell contra Cabrera.
En abril de 1838 fue destinado a las órdenes del general barón de Meer, ascendió a capitán por los méritos que contrajo en el sitio de Solsona y tomó parte en las batallas de Gra, Taradell, Saserras, Capsacosta y San Juan de las Abadesas, y en 1840 fue nombrado comandante de artillería de la plaza de Berga al ser evacuada por el carlista Ramón O'Callaghán.
Emigró a Francia en 1841, después de desempeñar una comisión en la Comandancia de Tarragona y levantar el plano de la bahía y fortificaciones del Salón, pues estaba comprometido en los hechos que costaron la vida al general conde de Belescoain; en 1843 regresó a España, asistió a los sitios de Alicante y Cartagena, por los que se le concedió el grado de comandante, pasando después a ejercer la ayudantía de campo del capitán general de Aragón e igual cargo desempeñó años después en Cataluña, pasando en 1858 a la Dirección de la Escuela General de Caballería.
En 1854 ganó la cruz de San Fernando de tercera clase y el ascenso a brigadier por los méritos que contrajo en la acción de Vicálvaro, y a fines del año siguiente la faja de mariscal de campo, por los que contrajo como gobernador militar de Pamplona y segundo cabo de la Capitanía general de Navarra.
Desde entonces hasta 1868 desempeñó los referidos cargos en Galicia, La Habana y Madrid, pero al triunfar la Septembrina emigró a Francia y ofreció su espada y sus servicios a Don Carlos, quien le nombró jefe de Estado Mayor general de su hermano Alfonso de Borbón, al encargarle la dirección de la causa y el mando en jefe del ejército carlista de Cataluña. Asistió después a las operaciones del sitio de Bilbao a las inmediatas órdenes de Don Carlos, y en junio de 1871 se encargó del ministerio de la Guerra, elevado y difícil cargo, cuyo desempeño le valió el ascenso a teniente general. En 1872 fue elegido senador por la provincia de Burgos, ocupando el cargo solamente ese año.
Emigró a Francia con Don Carlos y sus leales en 1876 dolido de la suerte reservada a la causa carlista, que después de combatirla toda su vida, se había convertido en su última ilusión.